# Université Paris Cité
Université Paris Cité (U Paris Cité) nalazi se u francuskom gradu Parizu i rezultat je spajanja sveučilišta Paris Descartes i Diderot.
Sveučilište u Parizu ima tri fakulteta:
- Fakultet zdravstvenih znanosti (la Faculté de Santé)
- Fakultet društvenih i humanističkih znanosti (la Faculté des Sociétés et Humanités)
- Prirodno -matematički fakultet (la Faculté des Sciences)

## Poznati maturant
- Jean-Claude Pascal, francuski glumac i pjevač

## Vanjske poveznice
- Université Paris Cité